# Highschool of the Dead
Highschool of the Dead (jap. 学園黙示録 HIGHSCHOOL OF THE DEAD Gakuen mokushiroku haisukūru obu za deddo) – manga napisana przez Daisuke Satō i zilustrowana przez Shōjiego Satō, publikowana na łamach magazynu „Gekkan Dragon Age” wydawnictwa Fujimi Shobō od sierpnia 2006 do kwietnia 2013, jednakże pozostała niedokończona z powodu śmierci Daisuke Satō w marcu 2017. W Polsce seria została wydana przez Waneko.
Na podstawie mangi powstało 12-odcinkowe anime wyprodukowane przez studio Madhouse, które emitowano od lipca do września 2010. W 2011 roku wydano odcinek OVA.

## Fabuła
Historia rozgrywa się we współczesnej Japonii podczas śmiertelnej pandemii, która przemienia ludzi w zombie, określanych przez głównych bohaterów jako „oni” (jap. 奴ら yatsu-ra). Opowieść opowiada o grupie licealistów i szkolnej pielęgniarce, którzy próbują przetrwać apokalipsę zombie, a zarazem stawić czoła innym zagrożeniom, takim jak niebezpieczni współocalali oraz możliwemu upadkowi ich własnych norm moralnych.

## Bohaterowie

### Główni
- Takashi Komuro (jap. 小室 孝 Komuro Takashi)

Seiyū: Junichi Suwabe, Hitomi Harada (dziecko) 
- Rei Miyamoto (jap. 宮本 麗 Miyamoto Rei)

Seiyū: Marina Inoue 
- Saeko Busujima (jap. 毒島 冴子 Busujima Saeko)

Seiyū: Miyuki Sawashiro 
- Saya Takagi (jap. 高城 沙耶 Takagi Saya)

Seiyū: Eri Kitamura 
- Kouta Hirano (jap. 平野 コータ  Hirano Kōta)

Seiyū: Nobuyuki Hiyama 
- Shizuka Marikawa (jap. 鞠川 静香 Marikawa Shizuka)

Seiyū: Yukari Fukui 
- Alice Maresato (jap. 希里 アリス Maresato Arisu)

Seiyū: Ayana Taketatsu 

### Poboczni
- Hisashi Igou (jap. 井豪 永 Igō Hisashi)

Seiyū: Mamoru Miyano 
- Koichi Shidou (jap. 紫藤 浩一 Shidō Kōichi)

Seiyū: Kishō Taniyama 
- Rika Minami (jap. 南 リカ Minami Rika)

Seiyū: Junko Takeuchi 
- Zeke (jap. ジーク Jīku)

Seiyū: Hitomi Harada 
- Soichirou Takagi (jap. 高城 壮一郎 Takagi Sōichirō)

Seiyū: Jōji Nakata 
- Yuriko Takagi (jap. 高城 百合子 Takagi Yuriko)

Seiyū: Yoshiko Sakakibara 
- Miku Yuuki (jap. 夕樹 美玖 Yūki Miku)

Seiyū: Airi Sakuno 
- Tadashi Miyamoto (jap. 宮本 正 Miyamoto Tadashi)

Seiyū: Jin Urayama 

## Manga
Pierwszy rozdział Highschool of the Dead ukazał się 9 sierpnia 2006 w magazynie „Gekkan Dragon Age” wydawnictwa Fujimi Shobō. W latach 2008–2010 prace nad serią zostały wstrzymane, jednakże po marcu 2011 ukazał się tylko jeden rozdział, który opublikowano 9 kwietnia 2013. Manga pozostała niedokończona z powodu śmierci Daisuke Satō 22 marca 2017. Seria została zebrana w 7 tankōbonach, wydanych między 1 marca 2007 a 25 kwietnia 2011 nakładem wydawnictwa Kadokawa Shoten. W Polsce prawa do dystrybucji nabyło wydawnictwo Waneko.
W pełni kolorowa wersja mangi, zatytułowana Highschool of the Dead: Full-Color Edition (jap. 学園黙示録 HIGHSCHOOL OF THE DEAD FULL COLOR EDITION), zadebiutowała w lutowym numerze „Gekkan Dragon Age”, wydanym 8 stycznia 2011. Wydawnictwo Kadokawa Shoten zebrało ją w 7 tankōbonach, opublikowanych między 25 lutego 2011 a 9 marca 2013.
Crossover autorstwa Shōjiego Satō, zatytułowany Shōji Sato Artworks: Highschool of the Dead & Triage X – Lightning Pop (jap. 佐藤ショウジアートワークス 学園黙示録HIGHSCHOOL OF THE DEAD＆トリアージＸ LIGHTNING POP), został wydany 9 sierpnia 2012. W mandze wystąpiły postacie z innej serii Satō – Triage X.
Autor serii, Daisuke Satō zachorował w 2008 roku, co bardzo utrudniło prace nad mangą. Po jego śmierci w 2017 roku, Kawanakajima i Shōji Satō zgodzili się, że seria powinna zostać zatrzymana w obecnej formie i zamiast tego skupili się na mandze Triage X.
| Nr | Język japoński      | Język japoński         | Język polski        | Język polski           |
| Nr | Data wydania        | ISBN                   | Data wydania        | ISBN                   |
| -- | ------------------- | ---------------------- | ------------------- | ---------------------- |
| 1  | 27 lutego 2007      | ISBN 978-4-04-712483-7 | 1 kwietnia 2011     | ISBN 978-83-62866-01-4 |
| 2  | 28 marca 2007       | ISBN 978-4-04-712489-9 | 1 sierpnia 2011     | ISBN 978-83-62866-02-1 |
| 3  | 4 października 2007 | ISBN 978-4-04-712515-5 | 1 października 2011 | ISBN 978-83-62866-03-8 |
| 4  | 6 marca 2008        | ISBN 978-4-04-712537-7 | 15 grudnia 2011     | ISBN 978-83-62866-04-5 |
| 5  | 5 września 2008     | ISBN 978-4-04-712563-6 | 15 lutego 2012      | ISBN 978-83-62866-05-2 |
| 6  | 7 lipca 2010        | ISBN 978-4-04-712673-2 | 15 kwietnia 2012    | ISBN 978-83-62866-06-9 |
| 7  | 9 maja 2011         | ISBN 978-4-04-712722-7 | 16 czerwca 2012     | ISBN 978-83-62866-75-5 |

## Anime
Adaptacja w formie telewizyjnego serialu anime była emitowana od 5 lipca do 20 września 2010 w stacji AT-X, a później również w TV Kanagawa, Tokyo MX, Chiba TV, KBS Kyoto, TV Aichi, TV Saitama i Sun TV. Została wyprodukowana przez Geneon Universal Entertainment, Showgate, AT-X i Madhouse. Za reżyserię odpowiadał Tetsurō Araki, scenariusz napisał Yōsuke Kuroda, postacie zaprojektował Masayoshi Tanaka, a muzykę skomponował Takafumi Wada. Motywem otwierającym jest „Highschool of the Dead” autorstwa Kishidy Kyoudan & The Akeboshi Rockets, motywami końcowym jest zaś 12 różnych utworów wykonanych przez Maon Kurosaki.
Odcinek OVA, zatytułowany Drifters of the Dead, został dołączony do limitowanego wydania 7. tomu mangi, wydanego 26 kwietnia 2011.